# GoatowaRex
GoatowaRex ist ein Musiklabel aus Peking, Volksrepublik China. Es ist nach den Spielarten des klassischen Extreme Metals ausgerichtet.

## Veröffentlichungen (Auswahl)
- Absolutus – Ostendit Quam Nihil Sumus (2005)
- Abyssmal Sorrow – Abyssmal Sorrow (2007)
- Deströyer 666 – Let the Demon Speak – Live at the Tote Collingwood 28-2-1998 (2022)
- Drowning the Light – Of Celtic Blood and Satanic Pride (2007)
- Funeral Mourning – Descent (2016)
- Hecate Enthroned – Upon Promeathean Shores (Unscriptured Waters) (2018)
- Lifelover – Pulver (2006)
- Mütiilation / Drowning the Light / Satanic Warmaster – Dark Hymns (2007)
- Old Forest – None More Black (2022)
- Sabbat – Live Curse (2004)
- Satanic Warmaster – 瘴疠禁室 (2015)
- Satanic Warmaster – Strength & Honour (Instrumental Raw Mix, 2019)
- Trhä/Sëht – Dlahdlhë (2023)
- Ungfell – Demo(lition) (2017)
- Urfaust – Verräterischer, Nichtswürdiger Geist (2006)
- Die verbannten Kinder Evas – Come Heavy Sleep (2023)